# Harvest Moon: Light of Hope
Harvest Moon: Light of Hope là một trò chơi nhập vai mô phỏng nông trại do Tabot, Inc. phát triển và Natsume phát hành cho nhiều nền tảng. Game được phát hành lần đầu tiên cho Microsoft Windows vào ngày 14 tháng 11 năm 2017, với các phiên bản dành cho PlayStation 4 và Nintendo Switch sau đó vào ngày 29 tháng 5 năm 2018. Sau đó, game được phát hành cho iOS vàAndroid vào ngày 26 tháng 9 năm 2018. Một phiên bản chứa tất cả nội dung có thể tải xuống đã phát hành trước đó có tên Harvest Moon: Light of Hope Complete đã được phát hành cho Windows 10 và Xbox One vào ngày 18 tháng 9 năm 2020.

## Cốt truyện
Trong vai nhân vật chính, người chơi đang đi du lịch trên biển để tìm kiếm một cuộc sống nông trại mới. Thuyền của người chơi bị cuốn vào một cơn bão bất ngờ và người chơi dạt vào Đảo Beacon, một hòn đảo có ngọn hải đăng hùng vĩ một thời. Thị trấn Beacon chỉ có một số dân làng là người canh giữ ngọn hải đăng, một phóng viên, và con gái của phóng viên. Toàn bộ đất đai canh tác đã biến mất khỏi khu vực xung quanh miệng núi lửa này kể từ khi ánh sáng vĩnh cửu của ngọn hải đăng bị tắt một cách bí ẩn. Sau khi nghe câu chuyện về cơn bão hoành hành và ngọn hải đăng, người chơi  tình nguyện ở lại và thử khôi phục sức mạnh của ngọn hải đăng.

## Lối chơi
Bối cảnh game diễn ra ở một thị trấn bến cảng, với mục tiêu là hồi sinh ngọn hải đăng. Như trong hầu hết các trò chơi Harvest Moon trước đây, người chơi có thể trồng trọt và chăn nuôi. Ngoài ra, người chơi cũng có thể kết hôn, sinh con, mua động vật và giúp đỡ dân làng khi có yêu cầu.
Người chơi có thể chọn giới tính là một cô gái hoặc chàng trai, với năm ứng viên kết hôn cho một trong hai giới tính; hôn nhân đồng giới không diễn ra ở phần này. Người chơi có thể tặng quà để nâng cao mức độ tình cảm với các ứng viên, cũng như tặng quà và hoàn thành các yêu cầu đặc biệt mà họ sẽ gửi đến hộp thư trong trang trại.
Bản đồ trong trò chơi sẽ cho người chơi biết nơi các ứng viên và dân làng hiện đang có mặc, mặc dù dân làng sẽ không di chuyển từ nơi này sang nơi khác; họ dịch chuyển dựa trên lịch trình hàng ngày của riêng họ.
Các tính năng trước đó như cây trồng đột biến và sự ảnh hưởng từ các loại đất khác nhau lên mức độ trưởng thành của cây trồng cũng trở lại trong phần này, nhưng lần này đất dựa vào vị trí (núi, trang trại, v.v.) thay vì dựa trên địa hình.
Tính năng Farming Friend mới sẽ hiển thị bong bóng cảnh báo khi đứng cạnh cây trồng đang phát triển để cho biết đó có phải là thứ đã được liệt kê trong bách khoa toàn thư về cây trồng hay đó là loại cây trồng mới (được hiển thị dưới dạng ??). Hồ sơ cho từng loại hạt giống cây trồng sẽ cho người chơi biết hạt giống nên được gieo trồng ở đâu và vào mùa nào, mặc dù có thể gieo hạt quanh năm. Sau đó, người chơi có thể bán cây trồng cho thương gia địa phương hoặc bán chúng qua thùng vận chuyển. Cây trồng cũng chỉ cần tưới một lần mỗi ngày.

## Phát triển
Harvest Moon: Light of Hope được công bố lần đầu tiên tại E3 2017.
Chủ tịch kiêm Giám đốc điều hành của Natsume là Maekawa Hiro cho biết phiên bản Harvest Moon: Light of Hope Special Edition Complete là "tuyệt phẩm" dành cho người hâm mộ Harvest Moon và đề cập đến "khả năng chơi vô tận" vì có quá nhiều DLC để thưởng thức.

## Harvest Moon: Light of Hope Special Edition Complete
Phiên bản phát hành trên PS4/Switch và PC của Light of Hope được dán nhãn là "Phiên bản đặc biệt" và có thêm một ứng viên kết hôn mà phiên bản PC/Steam không có.
Phiên bản PS4/Switch có thêm chế độ chơi co-op, trong đó một người khác (ở gần người chơi) sẽ đóng vai sprite Soleil và có thể sử dụng bộ điều khiển thứ hai để giúp bạn thực hiện các nhiệm vụ trong nông trại. Nâng cao tình cảmvới Soleil có thể kích hoạt các sự kiện lãng mạn của họ. Trải qua những sự kiện này sẽ biến Soleil thành hình dạng con người bình thường.
Phiên bản iOS/Android dành cho thiết bị di động không phải là "Phiên bản đặc biệt" và không có thêm ứng viên kết hôn hoặc Soleil.

## Đón nhận
Harvest Moon: Light of Hope không đạt được kỳ vọng từ phía người hâm mộ và nhận về những đánh giá chỉ ở mức tạm được với số điểm 62 trên chuyên trang đánh giá Metacritic.
Richard Dobson của The Xbox Hub đánh giá Light of Hope trên Xbox với 4/5 sao vì game giữ lại các yếu tố cốt lõi của loạt như kết thúc mở và mức độ thư giãn, nhưng cảm thấy thất vọng khi đồ họa 2D/3D không thực sự hoạt động và một số gợi ý lại bị ẩn đi.